# Narodowy Komitet Strajkowy Białorusi
Narodowy komitet strajkowy – niezarejestrowana organizacja białoruska, której misją - ochrona praw obywateli (w tym organizacji akcji sprzeciwu wobec naruszeniu praw obywateli).
Komitet strajkowy przedsiębiorców Białorusi istnieje od 1996 roku. 25 listopada 2003 roku na jego podstawie powstał Narodowy Komitet Strajkowy Białorusi.
Od momentu powstania przewodniczącym Komitetu Strajkowego jest były więzień polityczny Walery Lewoniewski. Podczas jego pobytu w więzieniu od 1 maja 2004 do 15 maja 2006 r. funkcję przewodniczącego czasowo pełnił jego syn Włodzimierz Lewoniewski.

## Protesty
1 stycznia 2000 - pięciodniowy strajk około 100 tys. białoruskich przedsiębiorców.
31 stycznia 2000 roku odbył się wiec przedsiębiorców w Mińsku. Uchwała zgromadzenia zawierała nie tylko ekonomiczne, ale także polityczne wymogi (dymisja ministra przedsiębiorczości).
1 lutego 2000 roku - większość targów białoruskich rozpoczęły bezterminowy strajk, który został zawieszony 12 lutego.
23 listopada 2000 roku - strajk ostrzegawczy przedsiębiorców Białorusi. Ponad 150 tysięcy osób wzięło udział w tym proteście.
1 stycznia 2001 r. - pięciodniowy strajk białoruskich przedsiębiorców, w którym wzięło udział ponad około 200 tys. osób.
8 maja 2001 roku odbył się ogólnokrajowy strajk polityczny przedsiębiorców. W strajku wzięło udział ponad 90 tysięcy przedsiębiorców i osób zatrudnionych.
18 мая 2001 roku - odbył się ogólnokrajowy strajk polityczny przedsiębiorców, który był powiązany z II Wszechbiałoruskim Zebraniem Ludowym, odbywającym się w ten dzień w Mińsku.
20 czerwca 2002 roku - strajk przedsiębiorców w Grodnie. Wszystkie targi w Grodnie były nieczynne.
31 lipca 2002 roku na Białorusi odbył się jednodniowy ogólnokrajowy strajk przedsiębiorców, w którym brali udział 100-150 tys. osób.
26 sierpnia 2002 roku w Mińsku odbył się wiec przeciwko naruszeniu praw przedsiębiorców. Przyszło ponad 2000 osób.
11 września 2002 roku odbył się jednodniowy strajk przedsiębiorców z prawie wszystkich miast Białorusi. W akcji wzięło udział około 160 tysięcy osób.
1 października 2002 roku - ogólnokrajowy strajk przedsiębiorców z przerywaniem płatności podatków. Według różnych źródeł, w strajku uczestniczyło 120-190 tysięcy przedsiębiorców i osób zatrudnionych, z prawie wszystkich miast Republiki Białoruś. Strajk trwał 10 dni.
19 grudnia 2002 roku - strajk przedsiębiorców w Grodnie. Główny wymóg - dymisja obecnego prezydenta Łukaszenki. Ponad 4000 przedsiębiorców poparli ten wniosek i nie przyszli do pracy.
12 marca 2003 roku - Komitet Strajkowy we współpracy z innymi organizacjami organizowały marca Marsz Ludowy "Za lepsze życie".
25 września 2003 roku - ogólnokrajowy strajk na Białorusi. Około 50% białoruskich przedsiębiorców uczestniczyło w tej akcji.
1 maja 2004 roku - demonstracja w Grodnie. Liczba uczestników - około 4 tysięcy osób. W tym dniu został aresztowany na 15 dni, a następnie skazany na dwa lata więzienia, przewodniczący Komitetu Strajkowego Walery Lewoniewski.

## Inna działalność
Jeden z kierunków działalności Komitetu Strajkowego - pomoc więźniom. Na przykład we wrześniu 2005 roku Komitet Strajkowy przekazał książki, sprzęt sportowy i inne przydatne rzeczy do iwacewickiej kolonii karnej Ivacevicy kolonii karnej nr 22.
Powstają oddziały Komitetu Strajkowego w więzieniach - w marcu 2005 r. w pięciu białoruskich więzieniach powstały takie oddziały.